# 子役

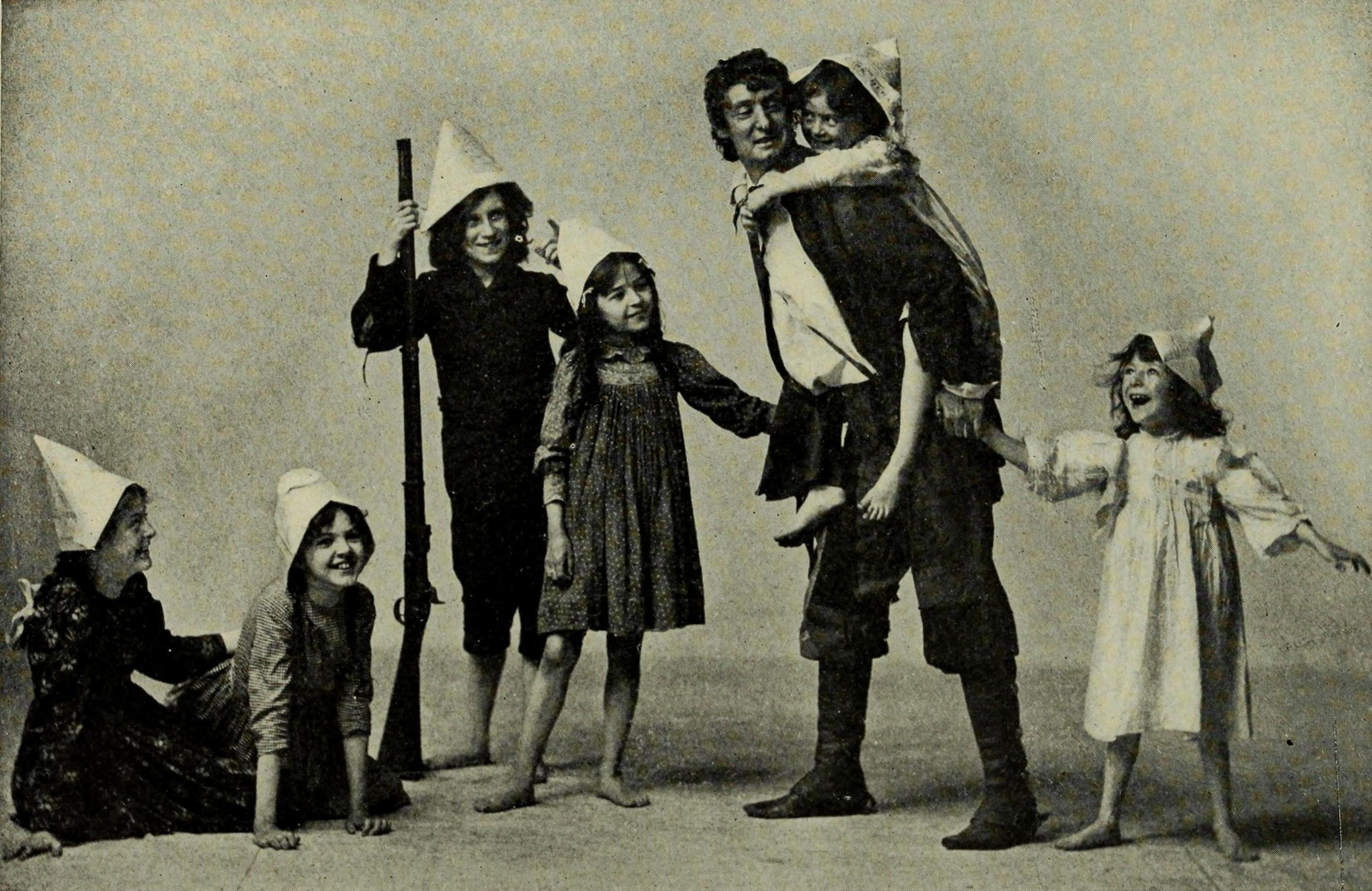
『リップ・ヴァン・ウィンクル』を舞台で演じるアメリカ人俳優ジョゼフ・ジェファーソンと子役達。これは1909年という極めて古い時代のポートレートである。

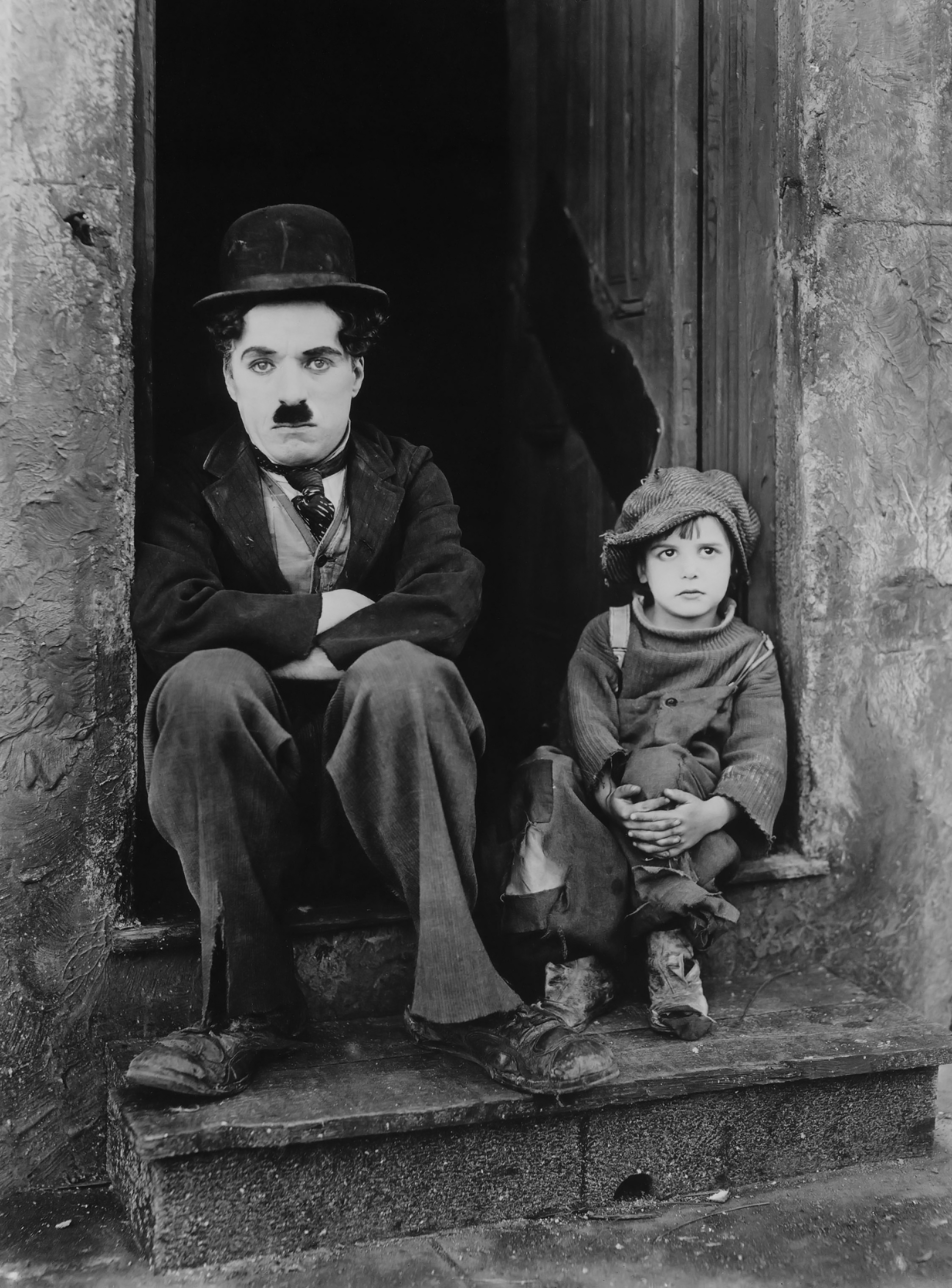
サイレント映画『キッド』（1921年公開）におけるチャールズ・チャップリンと子役ジャッキー・クーガン
クーガンはこの作品で子役の黎明期を代表するスターとなった。撮影時は5 - 6歳。子役としての活動期間は1917年から1933年まで（映画は1931年製まで、少なくとも22作品。cf. ）。

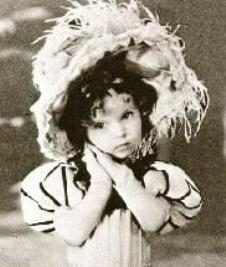
ハリウッド女優シャーリー・テンプルの子役時代
幼児だけが登場するアメリカ製白黒短編映画「ベビー・バーレスク（原題：Baby Burlesks）」シリーズの一作『グラッド・ラグズ・トゥ・リッチズ（原題：Glad Rags to Riches）』（1933年公開）の一場面で、撮影時は4 - 5歳であった。子役としての活動期間は1931年から1947年まで（映画は56作品。cf. ）。

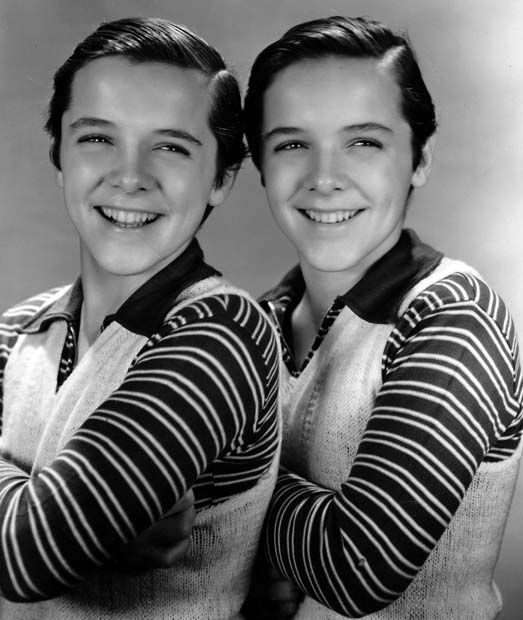
双子の子役 "モーフ・ツインズ"
ビリー・アンド・ボビー・モーフ（ウィリアム・ジョン・モーフとロバート・ジョセフ・モーフ）。撮影は1930年代後期後半。主な活動期間は1937年から1943年まで。

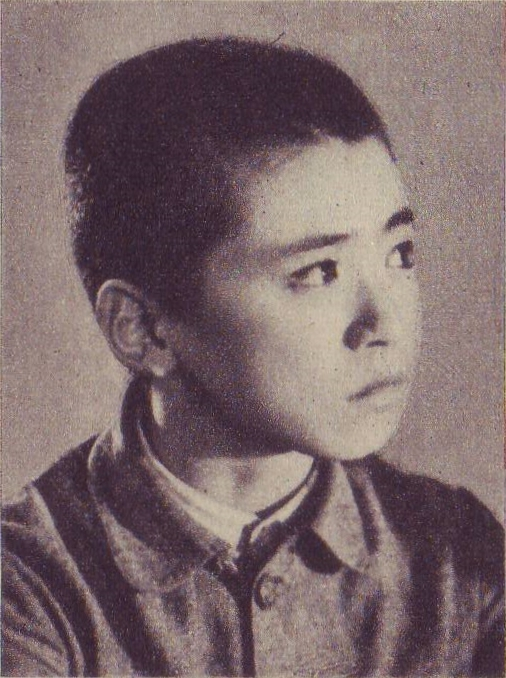
日本人俳優・片山明彦の子役時代／1941年 / 昭和16年以前（歳以前）の撮影。

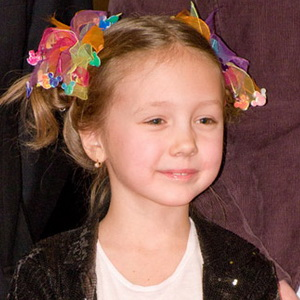
ロシア人女優エカテリーナ・スターズホーワ (en) の子役時代（歳時）の報道写真

子役（こやく）は、演劇や演劇的映像作品（ドラマ性のある映画・テレビ番組・テレビCMなど）における、子供の役（配役）のこと。また、それを演じる子供をも指す。子供のイメージモデル全般も含むとする捉え方もある。
英語では、男女を区別して "child actor"、"child actress" といい、日本語でもこれらを音写した外来語「チャイルドアクター」「チャイルドアクトレス」が通用する。また、ティーンエイジ（13歳から19歳まで）の子役に対して英語では　"teen actor"、"teen actress" も用いられる（※外来語としては確認できない）。フランス語では英単語との混種語で "enfant star（アンファン スター）" という。中国語では「童星（拼音：tóngxīng〈トォンシィン〉）」という。

## 日本伝統芸能における子役
ここでは、日本伝統芸能において、「子役」に相当する配役とその演者について解説する。

### 能の子方
能では、少年が扮する役、および、それを演じる少年を、「子方（こかた）」というが、これとは大きく意味の異なるもう一つの語義として、本来は大人が演じるべき大人の役をあえて少年に務めさせるその役、および、それを演じる少年をも、同じく「子方」という。演劇や映画などの分野における「子役」と同じと言えるのは前者のみであり、後者は能に固有の演出法である。子方はシテ方から出るものと決まっており、後者はシテ方を際立たせるための演出法として始まったとも、室町時代の稚児愛好趣味（cf. 少年愛）に由来するとも考えられている。
前者の例としては、『望月』の花若（はなわか）、『善知鳥』の千代童、『烏帽子折（えぼしおり）』や『鞍馬天狗』の牛若丸、『関寺小町』の稚児などがある。後者の例としては、『安宅』と『船弁慶』の源義経、『花筐』の男大迹皇子（皇太子時代の継体天皇）と『草子洗小町』の天皇（継体天皇）、『大仏供養』の源頼朝、『正尊（しょうぞん）』の静御前などがある。

### 狂言の子方
狂言では、少年が扮する役、および、それを演じる少年を、子方（こかた）といい、子方の出るものが少数ながらある。 

### 歌舞伎の子役
歌舞伎では、大抵の場合、役者の子が「子役（こやく）」として初舞台を踏む。子役が成長してもっぱら子役を務めている間は「若衆方（わかしゅがた）」と呼ばれ、これは配役上結果的の「美少年役」を意味する。子役は、長じては「立役（たちやく）」と「敵役（かたきやく）」、もしくは「娘方（むすめがた）」の、いずれかを務めることになる。なお、娘方は「若女方（わかおんながた）」へと変わってゆき、娘方は若女方の役柄の一つという位置づけになる。歌舞伎の子役には地位による差別は無く、出勤は演目の都合によって決められ、給金は演じるごとに包み金という形で渡される。歌舞伎の場合、「寺子屋」こと『菅原伝授手習鑑』の小太郎、『伽羅先代萩』の千松、『重の井子別れ（しげのい こわかれ）』の三吉など、舞台の出来を左右する大役に子役を配した演目もある。

## 舞台子役と深夜労働
※本節において肩書きはすべて当時。
1939年（昭和14年）、映画法が施行。施行令において未成年の役者は親権者の承諾書を要すること、加えて14歳未満の子役は健康証明書、学校長の意見書を要することとされた。労働時間は16歳未満の子役および子女については深夜撮影（22時-5時）が原則禁止された。
2001年（平成13年）に文化芸術振興基本法が制定されたことに伴い、演劇界はこの規制緩和に積極的に働きかけている。各演劇興行会社が文化庁長官に要望書を提出したり、2003年（平成15年）6月3日には、神奈川県横浜市と日本演劇興行協会が構造改革特別区域の一つとして22時まで延長する「子役特区」を提案した。鴻池祥肇特命担当大臣が「モーニング娘特区」と名付けて実施を目指していたが、坂口力厚生労働大臣は「義務教育を受けるためにも限界がある」と慎重な姿勢を示していた。内閣府で行われた同年9月3日の会談で坂口厚労相が「21時まで認める」と述べ、2004年（平成16年）11月16日の労働政策審議会に対する答申にて、2005年（平成17年）1月1日より全国的に演劇などへの「13歳未満の子役の出演が従来の20時までから21時まで」に延長されることになった。この議論においても、テレビの収録などはこの範囲ではないとの発言もあり、子役や演劇という言葉の示す範囲の曖昧さが指摘されている。
21時までの出演が可能となってからも、世界各国の子役事情と比較し緩和が十分とはいえず、2007年（平成19年）12月4日、日本演劇興行協会より子役出演時間延長の要望書が首相官邸に提出されている。
2008年（平成20年）4月7日、日本外国特派員協会において「児童俳優の舞台時間延長問題を考えるパネル」が開かれ、子供の教育を受ける権利や児童の福祉を考慮した上での舞台子役の育成と保護について論じられた。
2017年（平成29年）には、WOWOWのテレビドラマにおいて、WOWOWの意向でハードワークを課せられた製作陣が、深夜3時から始まる撮影に当時6歳の子役・稲垣来泉を駆り出したうえ、リテイクなどによる徹夜を含む14時間もの撮影を強要した。この案件は、『週刊文春』が3月1日にウェブサイト版「文春オンライン」で、明くる2日に本誌で取り上げ、関係者もその事実を認めたと報じられた。

## 子役を取り巻く環境と問題点
少女向け雑誌の表紙は1960年代の半ばまでは少女子役の写真であり、それ以後は少女モデルの写真になり、漫画雑誌の表紙が定番になるのはさらにのちのことである。
人気を得た子役は幼少時代にサラリーマンを大きく上回る収入を得るため、一般的な金銭感覚を身につけることが出来ず、社会生活に苦労することも多く、家族と金銭関係のトラブル問題に発展する事もある。
子役の進路はそのまま芸能活動を続ける者、学業に専念するために一時的に休業後芸能界に復帰した者、完全に芸能界から引退した者と様々であるが、成功経験を忘れられず身を持ち崩してしまい、西川和孝やリヴァー・フェニックスのように悲惨な末路を辿った人物も存在する。前述の過重労働問題も含め、子役に対しても適切なポジションや作品の配分が必要とされている。

## 日本の子役・子役出身者
1900年代・1920年代・1930年代・1940年代生まれ
| 1909年 | 久保田久雄（7月7日） |
| 1913年 | 玉川みちみ（8月1日） |
| 1915年 | 高尾光子（7月22日） |
| 1916年 | 松尾文人（8月6日）・小藤田正一（12月2日）                                                                                            |
| 1918年 | 小桜葉子（3月4日） |
| 1919年 | 藤田陽子（7月25日） |
| 1923年 | 青木富夫（10月7日） |
| 1924年 | 菅原秀雄（1月3日）・高峰秀子（3月27日）                                                                                              |
| 1925年 | 葉山正雄（8月1日） |
| 1926年 | 市村美津子（5月5日）・悦ちゃん（6月21日）・片山明彦（11月11日）                                                                      |
| 1928年 | 横山準（1月15日）・小高まさる（11月3日）                                                                                             |
| 1934年 | 長門裕之（1月10日）中村メイコ（5月13日）                                                                                             |
| 1935年 | 小原乃梨子（10月2日） |
| 1936年 | 野沢雅子（10月25日） |
| 1937年 | 美空ひばり（5月29日） |
| 1940年 | 津川雅彦（1月2日） |
| 1944年 | 原國雄（9月18日） |
| 1945年 | 鰐淵晴子（4月22日）・松島トモ子（7月10日）                                                                                           |
| 1946年 | 堺正章（6月6日）・頭師孝雄（6月25日）・古川登志夫（7月16日）・西岡徳馬（10月5日）                                                    |
| 1947年 | 根岸一正（1月1日）・和泉雅子（7月31日）・目黒祐樹（8月15日）・シリア・ポール（10月23日）・太田博之（11月25日）・渡辺篤史（11月28日） |
| 1948年 | 鷲津名都江（1月20日）・中山千夏（7月13日）・中川梨絵（8月13日）                                                                      |
| 1949年 | 酒井和歌子（4月15日）・風間杜夫（4月26日）・二木てるみ（5月11日）・火野正平（5月30日）・池田秀一（12月2日）                          |

1950年代生まれ
| 1950年 | ジュディ・オング（1月24日）・田中秀幸（11月12日）・光川環世（12月20日）                                                        |
| 1951年 | 中尾隆聖（2月5日）・あべ静江（11月28日）                                                                                       |
| 1952年 | 江木俊夫（6月4日）・水谷豊（7月14日）・島津雅彦（10月1日）                                                                     |
| 1953年 | おりも政夫（7月4日）・岡崎友紀（7月31日）・古谷徹（7月31日）・小林幸子（12月5日）                                              |
| 1955年 | 二宮秀樹（3月15日）・頭師佳孝（3月19日）・内藤剛志（5月27日）・金子吉延（6月28日）・麻丘めぐみ（10月11日）・蔵忠芳（11月28日） |
| 1956年 | 千葉裕（9月19日）・雷門ケン坊（12月6日）                                                                                       |
| 1957年 | 四方晴美（5月19日）・金子光伸（9月25日）                                                                                       |
| 1958年 | 堀川りょう (2月1日) ・保積ぺぺ（4月21日）・加川明（5月20日）                                                                   |
| 1959年 | 林寛子（10月16日） |

1960年代生まれ
| 1960年 | 鶴ひろみ（3月29日）・西崎緑（4月9日）・斉藤浩子（6月15日）・黒沢浩（7月18日）・真田広之（10月12日）・春風ひとみ（12月9日） |
| 1961年 | 高野浩幸（1月1日）・宮脇健（6月13日）・梅地徳彦（6月19日）・佐藤宏之（10月23日） |
| 1962年 | 玉川砂記子（1月20日）・日髙のり子（5月31日）・キャロライン洋子（8月10日）・和栗正明（8月21日） |
| 1963年 | 曾我泰久（1月7日）・皆川おさむ（1月22日）・藤田恵美（5月15日）・島田歌穂（9月19日） |
| 1964年 | 川瀬裕之（7月20日）・戸川京子（8月13日）・三原じゅん子（9月13日）・増田康好（10月6日）・杉田かおる（11月27日）・佐久間真由美（12月21日） |
| 1965年 | 金月真美（4月2日）・佐野伸寿 (4月22日） |
| 1966年 | 蝦名由紀子（3月16日）・冨永みーな（4月3日）・吉田友紀（8月4日）・葺本光秀（9月17日）・見栄晴（11月13日）・伊藤かずえ（12月7日） |
| 1967年 | 生田智子（2月13日）・内海和子（2月16日）・伊藤つかさ（2月21日）・岡浩也（3月21日）・坂上忍（6月1日）・岩田光央（7月31日）・早瀬優香子（9月2日）・西川和孝（9月29日）・斎藤こず恵（9月30日）・愛河里花子（10月7日）・松田洋治（10月19日）・河合亞美（12月15日） |
| 1968年 | 神奈延年（6月10日）・岩井小百合（8月10日）・宍戸マサル（8月15日）・渕崎ゆり子（12月5日）・有馬加奈子（12月19日） |
| 1969年 | 原田潤（4月18日）・池田速人（9月10日）・仙道敦子（9月28日）・栗又厚（12月12日）・古本新乃輔（12月13日） |

1970年代生まれ
| 1970年 | 鈴木輝江（1月10日）・新垣嘉啓（1月23日）・笠原弘子（2月19日）・ 長田恒義（6月19日）・吉岡秀隆（8月12日）・長谷川真弓（8月19日）・ 岡本舞子（9月3日） |
| 1971年 | 竹林潤一（4月30日）・中嶋朋子（6月5日）・加戸谷隆斗（6月29日）・六浦誠（9月14日）・山内圭哉（10月31日）・林泰文（12月7日） |
| 1972年 | 大塚ちか（4月2日）・片岡身江（4月14日）・小磯勝弥（5月27日）・小林綾子（8月11日）・大嵩昇（8月16日）・高橋良明（9月2日）・坂詰貴之（9月3日）・内田さゆり（10月25日）・ 田付貴彦（11月6日）・嶋英二（12月19日）                                                     |
| 1973年 | 宮沢りえ（4月6日）・大原和彦（4月21日）・川口智子（5月3日）・小川範子（7月20日）・安孫子里香（9月8日）・市丸和代（9月17日）・磯崎亜紀子（11月8日）・石堂穣（12月2日）                                                                                              |
| 1974年 | 鈴木美恵（2月6日）・倉木凌（3月16日）・西尾まり（4月2日）・金杉太朗（8月17日）・磯崎洋介（12月17日） |
| 1975年 | 草野康太（2月26日）・石和摂（3月4日）・藤枝成子（6月27日）・岩瀬威司（7月26日）・米倉涼子（8月1日）・高橋かおり（8月29日）・酒井一圭（6月20日） |
| 1976年 | 浪川大輔（4月2日）・雨笠利幸（8月25日）・山本耕史（10月31日）・橋本巧（11月22日）・岩崎ひろみ（11月26日）・岩淵健（12月3日）・観月ありさ（12月5日） |
| 1977年 | 飯塚雅弓（1月3日）・林美穂（1月19日）・多賀基史（2月10日）・伊崎充則（3月17日）・カケフくん（4月11日）・松たか子（6月10日）・井上豪（6月14日）・菅野美穂（8月22日）                                                                                                |
| 1978年 | 小谷豪純（1月3日）・高山良（1月5日）・高野八誠（1月9日）・宮原永海（1月24日）・持田香織（3月24日）・間下このみ（4月27日）・吉村涼（7月18日）・長谷川歩（10月3日）・佐藤広純（11月26日）                                                                            |
| 1979年 | 本名陽子（1月7日）・小島幸子（1月18日）・阪本浩之（5月11日）・新藤晴香（5月23日）・尾羽智加子（6月6日）・住吉ちほ（6月24日）・下島裕司（7月7日）・小橋賢児（8月19日）・ともさかりえ（10月12日）・遠野なぎこ（11月22日）・小野智子（11月27日）・村上綾歌（12月1日） |

1980年代生まれ
| 1980年 | 山口紗弥加（2月14日）・坂本真綾（3月31日）・久我未来（4月10日）・伊藤歩（4月14日）・秋山純（6月4日）・榎本加奈子（9月29日）・高橋一生（12月9日）・橋本麗香（12月25日）・田畑智子（12月26日） |
| 1981年 | 前田利恵（3月2日）・山崎裕太（3月8日）・酒井寿（4月5日）・吉村由比香（6月19日）・星野真里（7月27日）・反田孝幸（8月22日）・安間千紘（9月7日）・安達祐実（9月14日）・中村友里子（9月14日）・内山信二（9月25日）・河野由佳（9月30日）・今井翼（10月17日）・井村翔子（10月28日）・仙台エリ（10月30日） |
| 1982年 | 櫻井翔（1月25日）・後藤はるか（1月31日）・坂田めぐみ（3月18日）・滝沢秀明（3月29日）・中崎達也（4月21日）・黒田勇樹（4月23日）・吉野紗香（5月14日）・鈴木夕佳（6月2日）・藁科みき（6月20日）・岩田有以（6月8日）・安藤希（8月3日）・麻生真友子（9月26日）・吹石一恵（9月28日）・鹿島かんな（10月1日）・今井ちひろ（10月22日）・深田恭子（11月2日）・渡辺明乃（11月18日）・岡本綾（12月9日）・西田彩香（12月12日）・須山彩（12月14日）・倉貫匡弘（12月20日）・相葉雅紀（12月24日）・小栗旬（12月26日）・ジェイムス・ダカティ（不明） |
| 1983年 | 濱松恵（1月23日）・林勇（4月2日）・有田気恵（4月4日）・栗山祐哉（5月7日）・浜丘麻矢（5月16日）・清水香里（5月21日）・平田実音（6月1日）・宮野真守（6月8日）・二宮和也（6月17日）・風間俊介（6月17日）・佐々木恵理（7月19日）・ 水川あさみ（7月24日）・木村高人（8月12日）・鈴木愛可（8月20日）・松本潤（8月30日）・前田愛（10月4日）・伊藤淳史（11月25日）・金沢明蘭（12月14日）・安藤聖（12月25日） |
| 1984年 | 三星マナミ（1月16日）・五十畑迅人（2月18日）・南里侑香（3月13日）・田口寛子（3月18日）・野村佑香（3月20日）・島袋寛子（4月7日）・ジェニファー・ペリマン（4月19日）・豊永利行（4月28日）・清野優美（5月23日）・愛里（6月5日）・藤間宇宙（6月18日）・峰由樹（6月23日）・田宮賢太朗（7月11日）・吉田仁美（7月13日）・佐野泰臣（7月20日）・山口美沙（9月27日）・生田斗真（10月7日）・栗山千明（10月10日）・えなりかずき（11月9日）・田嶋秀任（12月10日）・大村彩子（12月19日） |
| 1985年 | 小出由華（1月5日）・篠原麻里（1月7日）・和田理沙（1月18日）・山下智久（4月9日）・牟田将士（4月19日）・久保山知洋（4月23日）・名塚佳織（4月24日）・中村由美子（4月25日）・矢嶋里紗（5月1日）・細山田隆人（5月1日）・中川翔子（5月5日）・宮崎真汐（5月8日）・酒井彩名（5月16日）・前田亜季（7月11日）・尾上寛之（7月16日）・蒼井優（8月17日）・吉澤拓真（8月19日）・白井珠希（9月10日）・米澤史織（9月12日）・後藤真希（9月23日）・秋山莉奈（9月26日）・ウエンツ瑛士（10月8日）・冨田真之介（10月15日）・住吉怜奈（10月22日）・山田一統（11月7日）・宮崎あおい（11月30日）・坂田慎一郎（12月2日） |
| 1986年 | 牧野由依（1月19日）・善家尚史（1月20日）・入沢大聖（1月27日）・田原加奈子（2月1日）・三倉茉奈・佳奈（2月23日）・亀梨和也（2月23日）・流石組レイナ（3月13日）・沢尻エリカ（4月8日）・内山眞人（5月2日）・谷口紗耶香（5月9日）・高松いく（5月16日）・歌原奈緒（5月23日）・棚橋由希（5月27日）・盛内愛子（5月27日）・浦えりか（6月2日）・大塚露那（6月21日）・末永遥（7月22日）・邑野みあ（7月22日）・島田正直（8月13日）・宮川愛（8月14日）・小此木まり（8月18日）・崎本大海（8月23日）・佐々木和徳（9月11日）・伊藤俊輔（9月24日）・東新良和（11月2日）・いしいすぐる（11月9日）・川崎真央（11月13日）・若山愛美（12月11日） |
| 1987年 | 水谷妃里（1月2日）・井上真央（1月9日）・藤山扇治郎（1月21日）・市原隼人（2月6日）・越智千恵子（2月24日）・渋谷桃子（3月15日）・松川佳以（3月16日）・遠藤雄弥（3月20日）・山岸里紗（4月10日）・山内秀一（4月11日）・鈴木杏（4月27日）・黒川芽以（5月13日）・宇野あゆみ（5月18日）・富田麻帆（6月1日）・長澤まさみ（6月3日）・伊藤隆大（6月25日）・相ヶ瀬龍史（7月2日）・松田彩香（7月2日）・恭平（7月16日）・柊瑠美（8月1日）・石田比奈子（8月11日）・ 浅利陽介（8月14日）・喜多村英梨（8月16日）・森廉（8月18日）・ジミーMackey（8月20日）・本仮屋ユイカ（9月8日）・井端珠里（9月9日）・田中樹里（9月26日）・榎園実穂（10月4日）・平野綾（10月8日）・麻衣阿（10月13日）・小川麻琴（10月29日）・立澤真明（10月31日）・福田亮太（11月4日）・糸山雄大（11月18日）                                                  |
| 1988年 | 須藤祐実（2月3日）・入野自由（2月19日）・木村茜（2月24日）・楯真由子（3月1日）・伊澤麻璃也（3月2日）・尾崎光洋（3月9日）・鈴木麻由（3月17日）・鈴木藤丸（3月28日）・中田あすみ（4月5日）・ダーブロウ有紗（4月16日）・進藤一宏（4月21日）・渋谷謙人（4月23日）・渡部みずき（4月30日）・郡司あやの（5月24日）・齋藤彩夏（6月2日）・石田未来（6月15日）・杉本友莉亜（6月25日）・濱田岳（6月28日）・中尾明慶（6月30日）・海宝直人（7月4日）・東海孝之助（7月7日）・佐久間信子（7月16日）・松崎夏希（8月16日）・戸田恵梨香（8月17日）・さな（9月14日）・長谷川静香（9月16日）・石丸奈菜美（9月21日）・黒木マリナ（9月26日）・小口ひとみ（9月27日）・まつながひろこ（10月12日）・大島優子（10月17日）・足助美岐子（10月20日）・新垣里沙（10月20日）・田島穂奈美（11月8日）・久野雅弘（12月7日）・森田彩華（12月26日） |
| 1989年 | 江成正元（1月1日）・寺門仁美（1月24日）・内田莉紗（2月12日）・花澤香菜（2月25日）・熊木翔（3月2日）・村上東奈（4月4日）・岩井七世（4月23日）・三觜要介（5月19日）・三枝享祐（5月29日）・石川由依（5月30日）・潘めぐみ（6月3日）・鉢嶺杏奈（7月19日）・宇野なおみ（8月26日）・熊本野映（9月11日）・岡本奈月（9月13日）・小野賢章（10月5日）・末広ゆい（10月5日）・村野友希（10月13日）・栩原楽人（10月19日）・宮本佳那子（11月4日）・泉綾香（11月5日）・上脇結友（11月15日）・秋山依里（12月26日） |

1990年代生まれ
| 1990年 | 窪田翔太（1月11日）・米田良（1月28日）・俵有希子（2月4日）・秋場まなと（2月20日）・蓮沼藍（3月4日）・秋山拓也（3月13日）・石田法嗣（4月2日）・三浦春馬（4月5日）・須田泰大（4月12日）・本間理紗（4月16日）・竪山隼太（5月7日）・上森寛元（5月10日）・紺野紘矢（5月16日）・吉田紗也加（5月20日）・保里小百合 （5月28日）・谷村美月（6月18日）・白木杏奈（6月19日）・鈴木かすみ（6月21日）・尾高杏奈（6月28日）・木村昴（6月29日）・優希まこと（7月7日）・池松壮亮（7月9日）・落合モトキ（7月11日）・ブライアン・ウォルターズ（7月30日）・山口このみ（8月7日）・田辺季正（8月15日）・花原あんり（8月15日）・内山昂輝（8月16日）・安齊舞（8月21日）・遠藤瑠香（9月9日）・村田あつき（10月4日）・安谷屋なぎさ（10月11日）・佐藤亜美菜（10月16日）・高畠華澄（10月16日）・オカモトショウ（10月19日）・柳生みゆ（10月20日）・斎藤千晃（10月22日）・村上雄太（11月2日）・本郷奏多（11月15日）・松崎駿司（12月17日） |
| 1991年 | オカモトレイジ（1月9日）・黒川ティム（1月9日）・大河（1月21日）・遠谷比芽子（2月11日）・鈴木祐真（3月8日）・井出卓也（3月12日）・俵小百合（3月27日）・栗原卓也（3月31日）・前田公輝（4月3日）・伊倉慎之介（4月5日）・伊藤瞭（4月14日）・林美沙里（4月23日）・山田健太（4月28日）・綾野幹（6月7日）・夏帆（6月30日）・森田直幸（7月19日）・金澤翔太（7月23日）・峯崎雄太（7月24日）・斉藤みやび（8月7日）・香川拓海（8月11日）・大高力也（8月27日）・ド・ランクザン望（9月4日）・亀井拓（9月9日）・寿美菜子（9月17日）・ささの翔太（9月17日）・松川尚瑠輝（9月20日）・早乙女太一（9月24日）・吉谷彩子（9月26日）・新穂えりか（10月9日）・渡辺彼野人（10月23日）・荒井千歩（10月24日）・金井史更（10月25日）・飯田里穂（10月26日）・碇由貴子（11月1日）・中野勇士（11月8日）・タモト清嵐（田本清嵐）（11月12日）・大平奈津美（11月21日）・鈴木湧太（11月28日）・吉武怜朗（12月3日）・秋田きよ美（12月8日）・村田ちひろ（12月9日）・高畑充希（12月14日）・上坂すみれ（12月19日）・マイケル・メンツァー（12月21日） |
| 1992年 | 渡辺海渡（1月23日）・宮田雄史（2月13日）・佐藤慶季（2月21日）・ 武田梓（2月21日）・笠原織人（2月29日）・飯島康太郎（3月5日）・菅原隆一（3月11日）・榎田貴斗（3月21日）・小池城太朗（3月23日）・悠木碧（3月27日）・梅田愛菜（5月1日）・近内里緒（5月4日）・野村エリヤ（5月20日）・高橋香波（5月30日）・高橋伯明（6月1日）・永嶋柊吾（6月12日）・谷野欧太（6月23日）・真山れみ（6月24日）・成田真央（6月24日）・内藤惟人（6月26日）・砂川政人（6月27日）・石原英秀（7月7日）・岡田慶太（7月15日）・ジョアン（7月16日）・山下夏生（7月19日）・土屋シオン（8月7日）・成海璃子（8月18日）・エインジェル（8月24日）・剛力彩芽（8月27日）・染谷将太（9月3日）・渡辺はるか（9月9日）・高田彩香（9月11日）・池ノ谷桃太（9月14日）・永井杏（9月19日）・池田仁（9月21日）・千葉皓敬（10月5日）・加地千尋（10月13日）・柳田衣里佳（10月15日）・志保（10月19日）・米光隆翔（10月28日）・廣瀬真平（11月13日）・大津綾香（11月18日）・北浦愛（11月26日）・久保海晴（12月1日）・廠のえる（12月1日）・春山幹介（12月8日）・梶原ひかり（12月21日）・バーンズ勇気（12月27日） |
| 1993年 | 谷村聡美（1月1日）・佐々木ひかり（1月13日）・森部万友佳（1月18日）・久野美咲（1月19日）・中村有沙（1月27日）・池田晃信（2月3日）・斉藤奈々（2月8日）・森本更紗（2月28日）・篠原愛実（3月10日）・篠田拓馬（3月24日）・石崎直（4月30日）・志田未来（5月10日）・神木隆之介（5月19日）・伊藤大翔（5月21日）・坂口あずさ（5月22日）・荒瀬眞依（6月9日）・高宗歩未（6月10日）・泉澤祐希（6月11日）・栗林里奈（6月13日）・小川真奈（7月2日）・八木俊彦（7月10日）・桜井ひかり（7月17日）・春名美咲（7月18日）・片岡沙耶（7月18日）・立原勇武（8月4日）・大後寿々花（8月5日）・髙畑岬（8月7日）・安達直人（8月21日）・木内江莉（9月2日）・栩原笑生（9月3日）・小池里奈（9月3日）・青木柊太（9月3日）・佐藤和也（9月15日）・富岡涼（9月21日）・後藤果萌（9月22日）・永島謙二郎（9月23日）・菅野莉央（9月25日）・鈴木駿（9月28日）・桑名里瑛（10月2日）・桑原成吾（10月4日）・伴美幸（10月14日）・塩顕治（10月17日）・片岡涼（10月19日）・大木梓彩（11月7日）・伊藤麻衣（11月16日）・橋本甜歌（11月19日）・佐藤すみれ（11月20日）・伊東舞（12月1日）・髙橋郁哉（12月3日）・西村優奈（12月20日）・羽田千尋（12月31日） |
| 1994年 | 増田怜奈（1月14日）・金子尚太郎（1月20日）・塩野魁土（1月20日）・野村涼乃（1月27日）・伊倉愛美（2月4日）・市川美織（2月12日）・大野真緒（3月1日）・川島海荷（3月3日）・海老名航一（3月7日）・川口翔平（3月23日）・根岸紗里（4月6日）小越勇輝（4月8日）・エリー（4月13日）・堀本昂弥（4月16日）・森下翔梧（4月24日）・小野明日香（4月26日）・大久保真美（4月27日）・伊藤沙莉（5月4日）・チアキ・レイシー（5月10日）・一木有海（5月25日）・島田智之介（6月7日）・大崎望絵（6月7日）・片岡涼乃（6月11日）・加藤将太（6月12日）・日高里菜（6月15日）・渡辺悠（7月3日）・石丸椎菜（7月4日）・馬宮輝（7月8日）・上仲百波（7月8日）・山田エリヤス（7月13日）・日向滉一（7月18日）・木内梨生奈（7月26日）・村瀬継太（7月28日）・志村勇人（8月2日）・福田麻由子（8月4日）・菅大輝（8月6日）・柏幸奈（8月12日）・川村愛美（9月3日）・福地亜紗美（9月6日）・山崎賢人（9月7日）・奈木野美樹（9月7日）・岡田尚太郎（9月11日）・大橋彩香（9月13日）・二階堂ふみ（9月21日）・萩野伶菜（9月24日）・山口隼人（10月1日）・大窪汐里（10月3日）・大窪凪沙（10月3日）・山崎奈々（10月13日）・須賀健太（10月19日）・尾崎碧里（10月31日）・川島如恵留（11月22日）・鈴木愛里（12月15日）・村崎真彩（12月20日）・細山貴嶺（12月22日）・志村玲那（12月28日） |
| 1995年 | 星奈々（1月19日）・木村遼希（2月1日）・土屋太鳳（2月3日）・守山玲愛（2月9日）・川口春奈（2月10日）・彩夢（2月13日）・松岡茉優（2月16日）・鈴木瑠華（2月24日）・藤本七海（2月27日）・荒井萌（3月3日）・細川藍（3月5日）・有安杏果（3月15日）・瑛茉ジャスミン（3月16日）・高木優希（3月21日）・森本龍太郎（4月6日）・櫻木麻衣羅（4月6日）・木村飛影（4月12日）・斉藤晶（4月19日）・浅黄理紗（4月24日）・榊原美紅（4月26日）・木咲樹音（4月28日）・ローズむさし（5月7日）・溝口琢矢（5月9日）・鈴木達也（5月21日）・守屋亨香（5月22日）・小関裕太（6月8日）・玉井詩織（6月8日）・影山樹生弥（6月14日）・平岡大樹（6月15日）・永嶌花音（6月21日）・上田ナナ（6月29日）・松尾薫（7月8日）・林愛夏（7月14日）・笠原拓巳（7月25日）・角池恵里菜（7月31日）・八木アリサ（7月31日）・槇岡瞭介（8月1日）・瑠璃奈（8月6日）・加藤優磨（8月8日）・成田翔吾（8月8日）・小倉唯（8月15日）・竹村翔（8月26日）・神元結莉（8月28日）・千葉翔也（8月29日）・鈴木理子（9月1日）・細田羅夢（9月5日）・藤原薫（9月6日）・渡辺友裕（9月8日）・小代優華（9月10日）・笘篠和馬（9月10日）・小清水一揮（9月13日）・大倉裕真（9月18日）・髙畑翼（9月30日）・奥ノ矢佳奈（10月13日）・村山栞妃（10月19日）・鈴木翔吾（10月22日）・久保結季（10月31日）・夏居瑠奈（11月7日）・吉岡茉祐（11月7日）・米本来輝（11月16日）・藤井千帆（11月8日）・工藤亜友（11月24日）・鎗田晟裕（11月27日）・水瀬いのり（12月2日）・土屋匠（12月6日）・郷田由芽（12月13日）・斉藤光香（12月18日） |
| 1996年 | 佐藤彩香（1月1日）・田島健吾（1月16日）・湊谷愛優・真優（1月24日）・熊谷知博（2月3日）・千葉一磨（2月12日）・高木李湖（2月22日）・原風佳（2月22日）・幸元しせら（2月27日）・川口翔子（3月11日）・菅光輝（3月19日）松原菜野花（4月2日）・石堂天山（4月6日）・黒沢ともよ（4月10日）・下山葵（4月16日）・大谷玲凪（4月20日）・武藤彩未（4月29日）・宮武美桜（5月11日）・山辺悠太 (5月13日)・冨澤風斗（5月17日）・島田翼（5月18日）・齊藤稜駿（5月19日）・佐々木彩夏（6月11日）・小島あやめ（6月16日）・上野一舞（6月17日）・三吉彩花（6月18日）・矢口蒼依（6月27日）・本城雄太郎（6月27日）・森永悠希（6月29日）・鎌田拓充（7月8日）・加藤ジーナ（7月18日）・伊藤涼太（8月2日）・深澤嵐（8月3日）・遼花（8月8日）・石田佳蓮（8月10日）・ 吉野翔太（8月10日）・脇菜々香（8月10日）・小杉茂一郎（8月15日）・坂野真弥（8月22日）・松田昂大（8月23日）・工藤万実（8月28日）・植田大輝（9月4日）・荒井健太郎（9月9日）・金井美樹（9月10日）・金子雄（9月14日）・鍋本帆乃香（9月15日）・横浜流星（9月16日）・島ゆいか（9月20日）・兼尾瑞穂（9月28日）・綾野堯（9月29日）・重本ことり（10月5日）・田中ひかり（10月6日）・野村純花（10月14日）・野村飛鳥（10月14日）・小林廉（10月22日）・朝日梨帆（10月25日）・兵頭拓海（11月5日）・馬場有加（11月8日）・長島弘宜（11月9日）・橋口恵莉奈（11月18日）・上原陸（11月23日）・安田美香（12月1日）・広田亮平（12月4日）・美山加恋（12月12日）・岩本海（12月13日）・齋藤隆成（12月18日）・松原恋（12月18日）・荒木次元（12月26日） |
| 1997年 | 澤畠流星（1月3日）・田中明（1月12日）・黒岩伶奈（1月19日）・生田絵梨花（1月22日）・鵜澤正太郎（1月22日）・夏目卓実（1月22日）・畠山真莉愛（1月22日）・宮本侑芽（1月22日）・南川ある（1月27日）・メロディー・チューバック（1月29日）・斎藤ちはる（2月17日）・新見紗央（2月21日）・市川苑実（2月22日）・藤津摩衣（2月22日）・渡部駿太（3月6日）・矢作穂香（3月7日）・荒原美咲（4月5日）・後藤翼ジェニー（4月9日）・田口司（4月9日）・川村広輝（4月10日）・日下翔平（4月12日）・土橋晶（4月17日）・望月菜美子（4月18日）・今田萌 (5月8日)・神林秀太（5月9日）・平本亜夢（5月9日）・矢野太一（5月17日）・ささの貴斗（5月20日）・瀬上祐輝（5月23日）・リンカ・オーエン（5月25日）・小川八起（6月5日）・小倉史也（6月10日）・村山彩希（6月15日）・小杉彩人（6月27日）・桑代貴明（7月13日）・橋本来留美（7月14日）・田中碧海（7月19日）・アリエル（7月27日）・奈良瞳（7月29日）・アヤカ・ウィルソン（8月3日）・松浦愛紗（8月6日）・藤井結夏（8月7日）・我妻泰熙（8月9日）・高月彩良（8月10日）・江原省吾（8月22日）・中村あやの（8月25日）・巨勢晴香（9月4日）・日向ななみ（9月9日）・森迫永依（9月11日）・井家良輔（9月12日）・千葉里奈（9月12日）・岡田佑太（9月17日）・木村優斗（9月22日）・武井証（9月23日）・渡辺崇人（9月28日）・杉咲花（10月2日）・菅龍生（10月5日）・清水萌々子（10月9日）・清水爽香（10月15日）・吉川史樹（10月18日）・北村匠海（11月3日）・神谷涼太（11月6日）・佐々木李子（11月10日）・平田真優香（11月19日）・植田佑紀（11月21日）・沢木ルカ（11月23日）・竹内朱莉（11月23日）・森下瑠子（11月27日）・中元すず香（12月20日） |
| 1998年 | 佐藤未来（1月1日）・矢部昌暉（1月9日）・風戸蘭七（1月11日）・水本凜（1月11日）・杉本佳宣（1月16日）・松本花奈（1月24日）・木島杏奈（1月29日）・眞木めい（1月29日）・向井地美音（1月29日）・高橋斗亜（2月2日）・古田大虎（2月2日）・今泉野乃香（2月6日）・椿泰我（2月10日）・若山詩音（2月10日）・平岡拓真（2月19日）・松尾瑠璃（3月6日）・吉田翔（3月9日）・宮脇咲良（3月19日）・田中龍（4月3日）・土肥徹平（4月4日）・鈴木宗太郎（4月5日）・松本梨菜（4月7日）・星ひなの（4月7日）・柴井伶太（4月15日）・中村咲哉（4月19日）・木村遼（4月28日）・堀内まり菜（4月29日）・伊藤綺夏（5月1日）・上妻成吾（5月10日）・岩田華怜（5月13日）・小川光樹（5月21日）・與那覇結衣（5月21日）・空閑琴美（6月1日）・佐藤涼平（6月5日）・飯塚萌木（6月11日）・新志穂（6月12日）・中川大志（6月14日）・中上海輔（6月26日）・葵わかな（6月30日）・石原涼太郎（7月1日）・本間友紀乃（7月4日）・小野花梨（7月6日）・西山潤（7月12日）・松野莉奈（7月16日）・堀江晶太（7月22日）・高坂真琴（7月24日）・渡邊亮仁（7月31日）・齋藤飛鳥（8月10日）・あかり（8月14日）・大朏岳優（8月18日）・福原遥（8月28日）・芳野英一（9月17日）・仲條友彪（9月18日）・河口瑛将（10月6日）・恒松祐里（10月9日）・林凌雅（10月12日）・綾部守人（10月19日）・照井宙斗（10月25日）・小野ひまわり（10月27日）・工藤あかり（11月1日）・岩崎響（11月2日）・鈴木理子（11月9日）・嘉数一星 (11月12日）・畠山紫音（11月14日）・私市夢太（12月6日）・稲田賢人（12月19日）・梅澤太一（12月21日）・小林翼（12月24日）・今井悠貴（12月30日）・平野道彦（12月31日） |
| 1999年 | 菊池和澄（1月10日）・梅原真子（1月11日）・松岡日菜（1月11日）・安彦統賀（1月16日）・市川理矩（1月24日）・内田流果（1月27日）・橋本環奈（2月3日）・松元環季（2月7日）・小室優太（2月13日）・朝倉ふゆな（2月19日）・西嶋一八（2月24日）・萩原利久（2月28日）・粟生睦未（3月13日）・西本利久（3月16日）・清水イブキ（3月20日）・松浦寿來（4月11日）・吉井一肇（4月13日）・北村一葉（4月15日）・栃尾悠介（4月16日）・中嶋春陽（4月17日）・谷山毅（4月18日）・郷田芽瑠（4月20日）・諸星すみれ（4月23日）・宮城孔明（5月6日）・大橋のぞみ（5月9日）・白坂奈々（5月14日）・中野澪（5月15日）・片貝健志（5月21日）・飯野茉優（5月23日）・彩田真鈴（5月23日）・柳下花恋（5月23日）・流川ゆうり（5月29日）・小倉優佳（5月31日）・佐々木麻緒（6月1日）・宮武祭（6月1日）・北山伊万里（6月13日）・北山向日葵（6月13日）・田中冴樹（6月16日）・高柳樹莉亜（6月17日）・渡邉甚平（6月19日）・水野由結（6月20日）・青木珠菜（6月25日）・室井響（6月30日）・芳之内優花（7月2日）・阿部考将（7月3日）・大森絢音（7月3日）・菊地最愛（7月4日）・山之井歩（7月5日）・遠藤由実（7月26日）・荒川ちか（7月29日）・甲地夏波（7月29日）・宇佐美魁人（8月2日）・嶋田龍（8月2日）・永山菜々（8月2日）・岩本千波（8月3日）・土井洋輝（8月10日）・奈木野聖也（8月10日）・渡辺魁士（8月19日）・平野孝世（8月20日）・田辺桃子（8月21日）・柴田杏花（8月30日）・笠菜月（8月31日）・高橋晃（9月9日）・内田伽羅（9月16日）・飛田光里（9月19日）・永野芽郁（9月24日）・浅見姫香（9月26日）・工藤美桜（10月8日）・吉川愛（10月28日）・海宝真珠（10月29日）・浦上晟周（11月23日）・澤田真里愛（12月2日）・茅建厚（12月4日）・武田璃斗（12月12日）・野津友那乃（12月14日）・ならゆりあ（12月21日）・紅甘（12月29日） |

2000年代生まれ
| 2000年 | 荒木博斗（1月10日）・阿部紗英（1月11日）・久保田紗友（1月18日）・児玉萌々（1月24日）・田中偉登（1月24日）・星野亜門（2月1日）・斎藤アリーナ（2月3日）・杉浦花菜（2月3日）・森田想（2月11日）・大出菜々子（2月13日）・太田力斗（2月15日）・羽鳥世那（2月15日）・鷲田詩音（2月21日）・上白石萌歌（2月28日）・片岡千之助（3月1日）・藤崎直（3月2日）・松田亜美（3月2日）・田口華（3月4日）・武田航介（3月8日）・渡邊璃生（3月8日）・川嶋紗南（3月10日）・松浦未唯（3月14日）・小田切美織（3月18日）・朝田帆香（3月23日）・松島海斗（3月29日）・長谷川ニイナ（3月31日）・武藤愛莉（4月3日）・石井蒼月（4月7日）・山田海遊（4月7日）・岡田結実（4月15日）・嶋村るい（4月18日）・樋渡結依（4月30日）・大前喬一（5月4日）・三好杏依（5月8日）・湯山敦紀（5月11日）・谷藤力紀（5月15日）・勝隆一（5月19日）・澁谷武尊（5月20日）・工藤優（6月2日）・渡邉奏人（6月16日）・熊谷瑠衣（6月24日）・飯塚百花（6月29日）・小俣絵里佳（7月5日）・佐藤佳奈子（7月8日）・樽本真生夏（8月2日）・濱田龍臣（8月27日）・浜辺美波（8月29日）・大八木凱斗（8月31日）・小西結子（8月31日）・飯野芹菜（9月17日）・川口和宥（9月21日）・大江駿輔（9月27日）・吉岡竜輝（10月15日）・八木優希（10月16日）・明野響香（10月18日）・鏑木海智（10月18日）・上田瑠星（10月23日）・高須瑠香（10月24日）・くしなあゆ（兼崎杏優）（11月5日）・中島凱斗（11月9日）・岡亮（11月15日）・高村竜馬（11月15日）・大谷優希（11月18日）・永峯海大（11月21日）・小宮明日翔（11月24日）・鍋本凪々美（12月3日）・前田旺志郎（12月7日）・當銘竜基（12月9日）・清水優哉（12月18日）・須賀さくら（12月18日）・渋谷龍生（12月21日）・渋谷樹生（12月21日）・仲川みきえ（12月28日） |
| 2001年 | 若林瑠星（1月6日）・植田紗帆（1月7日）・山田杏奈（1月8日）・古和咲紀（1月9日）・清水錬（1月15日）・細田龍之介（1月16日）・鎗田千裕（1月19日）・小林正宗（1月21日）・木村真那月（1月25日）・永井穂花（1月29日）・春名風花（2月4日）・野田琴乃（2月22日）・久間田琳加（2月23日）・伊澤柾樹（3月6日）・林遼威（3月8日）・小宮りりか（3月22日）・岡田衣桜（3月30日）・香音（4月20日）・橋本仰未（4月25日）・平野心暖（4月30日）・野間斗晴（5月18日）・黒澤美澪奈（5月22日）・松浦愛弓（6月3日）・宇都秀星（6月17日）・矢吹奈子（6月18日）・松田七星（6月19日）・生月歩花（7月2日）・五十嵐彩伽（7月9日）・齋藤茉日（7月17日）・熊田聖亜（7月18日）・本田海青（7月19日）・中尾美晴（7月24日）・池田沙弥花（7月31日）・加藤清史郎（8月4日）・小林里乃（8月4日）・佐藤詩音（8月15日）・大沼柚希（8月16日）・大野百花（8月19日）・稲垣鈴夏（8月23日）・関根航（8月26日）・小島一華（8月29日）・赤崎月香（9月19）・大島璃生（9月21日）・鯨井友羽（10月16日）・秋元晏斗玲（10月17日）・下江梨菜（10月25日）・加藤翼（10月28日）・丸山歩夢（11月2日）・福崎那由他（11月5日）・坂口湧久（11月7日）・岡部怜南（11月22日）・藤井ゆりあ（12月10日）・小林海人（12月11日）・山下哲平（12月18日）・後藤花怜（12月29日） |
| 2002年 | 池戸優音（1月2日）・木内舞留（1月3日）・竜跳（1月5日）・渡辺優奈（1月6日）・平松來馬（1月12日）・山崎竜太郎（1月21日）・谷端奏人（1月27日）・風優（1月30日）・井東紗椰（2月2日）・荒井暖菜（2月15日）・高橋美来（2月27日）・辻村晃佑（3月7日）・川島鈴遥（3月17日）・佐々木りお（3月25日）・渡辺哲史（4月1日）・内田偉月（4月5日）・清水らら（4月6日）・畑芽育（4月10日）・柴田花恋（4月23日）・内村つぐみ（4月25日）・山田萌々香（5月2日）・須藤菜々子（5月3日）・白本彩奈（5月14日）・田口乙葉（5月15日）・林鼓子（5月15日）・二宮星（5月19日）・村山蒼也（6月7日）・畠山彩奈（6月20日）・大和田萌（6月27日）・南叫（6月30日）・北村燦來（7月2日）・大村らら（7月3日）・伊藤星（7月8日）・下田翔大（7月9日）・池間夏海（7月10日）・菊池銀河（7月15日）・豊田留妃（7月17日）・須田理夏子（7月20日）・大平ひかる（7月23日）・阿部夢梨（7月29日）・石黒未奈（7月31日）・蒔田彩珠（8月7日）・玉山詩（9月1日）・佐藤光将（9月18日）・三木理紗子（9月26日）・志田弦音（10月11日）・竹山ひすい（10月17日）・熊田胡々（11月8日）・椙杜翔馬（11月16日）・山田瑛瑠（11月18日）・相澤侑我（12月2日）・春名柊夜（12月6日）・中村柊芽（12月11日）・石井萌々果（12月19日）・桜田ひより（12月19日）・杉山優奈（12月20日）・石倉未悠（12月26日）・守殿愛生（12月28日）・知念輝（12月30日） |
| 2003年 | 山口康智（1月15日）・吉澤太陽（1月19日）・巨勢竜也（2月6日）・瀧澤翼（3月2日）・松本春姫（3月11日）・小松穂葉（3月12日）・森くれあ（3月12日）・吉井乃歌（3月19日）・石田竜輝（4月11日）・澤田萌音（4月12日）・土師野隆之介（4月19日）・山岡愛姫（4月19日）・清水詩音（4月21日）・里村洋（4月22日）・岩崎春果（4月26日）・原田史葉（4月27日）・内田愛（5月4日）・磯野光沙（5月8日）・矢部光祐（5月13日）・込江海翔（6月9日）・加部亜門（6月11日）・高橋萌衣（6月18日）・藤本哉汰（7月14日）・庵原涼香（7月25日）・松本来夢（7月31日）・藤野大輝（8月7日）・長島暉実（8月8日）・若山耀人（8月13日）・上垣ひなた（8月23日）・原菜乃華（8月26日）・柳町夏花（9月18日）・新名星花（9月21日）・伊東心愛（10月1日）・毛利恋子（10月20日）・小泉諒河（10月21日）・春日香音（11月1日）・市川優月（11月2日）・畠山紬（11月12日）・延命杏咲実（11月15日）・篠田涼也（12月4日）・奥田こころ（12月5日）・山﨑光（12月10日）・寺西美柚（12月22日）・荒井佑奈（12月25日） |
| 2004年 | 笹岡ひなり（1月25日）・辺土名茶三海（1月30日）・行木瀬声（2月7日）・藤原フミヤ（2月12日）・佳音（2月16日）・飯島緋梨（2月20日）・松浦妃杏（2月23日）・久家心（3月11日）・黒田博之（3月18日）・濱田ここね（3月31日）・吉岡千波（4月2日）・ 錦辺莉沙（4月9日）・最上友太朗（4月10日）・橋本智哉（4月15日）・柿原りんか（5月1日）・荒田悠良（5月4日）・谷花音（5月4日）・名波海紅（5月8日）・奥森皐月（5月9日）・本田望結（6月1日）・杉浦碧（6月4日）・丹野莉恩（6月5日）・鈴木福（6月17日）・有永雅久（6月19日）・内川蓮生（6月22日）・田中理勇（6月22日）・芦田愛菜（6月23日）・石井心愛（7月6日）・近貞月乃（7月11日）・高木星来（7月13日）・西條妃華（7月20日）・久保井七豊（7月23日）・笹原尚季（7月25日）・三澤瑠斗（7月26日）・山田望叶（8月11日）・佐藤瑠生亮（8月12日）・原見朋花（8月25日）・彩島りあな（8月30日）・木村聖哉（9月10日）・森太陽（9月11日）・市村涼風（9月25日）・小林星蘭（9月25日）・福嶌紗英（9月29日）・高澤父母道（10月21日）・中尾壮位（11月8日）・馬渕誉（11月20日）・森萌々穂（12月8日）・小澤竜心（12月13日）・杉本瑛（12月20日）・山田日向（12月20日） |
| 2005年 | 鈴木梨央（2月10日）・大西統眞（2月21日）・中村世渚（3月4日）・信太真妃（3月7日）・藤澤遥（3月20日）・辻口由奈（4月7日）・原涼子（4月27日）・阪本光希（5月6日）・阪本颯希（5月6日）・庄司龍成（5月10日）・秋元黎（5月14日）・井上華月（5月19日）・橋爪龍（5月23日）・山時聡真（6月6日）・福田美姫（6月30日）・舞優（7月6日）・南出凌嘉（8月10日）・奥田いろは（8月20日）・一誠（9月24日）・牧野羽咲（9月26日）・遠藤璃菜（10月4日）・田辺まり（10月19日）・小林花音（10月20日）・森川こころ（11月2日）・小林颯（11月12日）・山田美紅羽（11月14日）・溝口怜冴（11月23日）・須田琉雅（12月5日）・水野哲志（12月6日） |
| 2006年 | 甲斐恵美利（1月6日）・田中奏生（1月25日）・幸田雛子（3月24日）・黒澤宏貴（4月15日）・篠川桃音（4月15日）・大西利空（5月16日）・佐々木ゆら（6月3日）・大庭愛未（6月6日）・君野夢真（6月15日）・酒井彩音（7月18日）・渡邉このみ（7月25日）・トンプソン・アイミ（8月1日）・田牧そら（8月2日）・野原璃乙（8月2日）・松田知己（8月2日）・二宮慶多（8月13日）・小美野来希（9月10日）・新井美羽（9月17日）・鈴木夢（9月30日）・佐藤芽（10月24日）・栗本有規（12月25日） |
| 2007年 | 榎本泰貴（2月4日）・若林瑠海（2月10日）・志村美空（2月16日）・堰沢結衣（2月17日）・安藤美優（2月28日）・柿澤仁誠（3月9日）・稲垣芽生（3月19日）・豊嶋花（3月27日）・本田紗来（4月4日）・森﨑美月（4月9日）・須田瑛斗（4月26日）・井上琳水（6月16日）・中藪昭成（6月22日）・羽村仁成（7月15日）・安生悠璃菜（7月19日）・加藤憲史郎（7月19日）・高嶋琴羽（8月26日）・熊谷俊輝（9月18日）・平澤宏々路（9月21日）・大山蓮斗（12月21日） |
| 2008年 | 菊地慶（3月6日）・横溝菜帆（3月27日）・住田萌乃（3月29日）・柴崎楓雅（4月22日）・今井暖大（5月9日）・櫻井佑音（5月9日）・寺田心（6月10日）・川島夕空（6月20日）・横山歩（7月31日）・石井心咲（8月20日）・土屋希乃（8月25日）・矢村央希（8月31日）・土方エミリ（9月9日）・伊藤栞穂（10月5日）・清水香帆（10月12日）・元倉あかり（10月18日）・アイラ・サマーヘイズ（11月24日）・小菅汐梨（12月15日）・垂水文音（12月31日） |
| 2009年 | 込江大牙（1月5日）・西澤愛菜（1月8日）・大角ゆき（1月10日）・五十嵐陽向（1月30日）・髙橋來（2月4日）・外川燎（2月13日）・川北のん（3月3日）・石田星空（5月8日）・矢崎由紗（5月20日）・中野遥斗（6月4日）・ギラルド沙羅（7月21日）・須田理央（7月29日）・渡邊杏奈（7月29日）・鎌田英怜奈（9月1日）・山口太幹（9月2日）・筧礼（9月7日）・黒川想矢（12月5日）・国本姫万里（12月30日） |

2010年代生まれ
| 2010年 | 永山椿（1月12日）・中島琴音（1月13日）・白鳥玉季（1月20日）・田村優祈（2月11日）・斎藤汰鷹（2月13日）・百瀬夢奏（3月2日）・村山輝星（4月8日）・市川右近（4月18日）・新津ちせ（5月23日）・松尾そのま（5月26日）・松浦理仁（6月13日）・番家一路（6月15日）・粟野咲莉（6月24日）・新井琉月（6月28日）・安保心結（8月5日）・田中誠人（8月25日）・岩田琉聖（9月7日）・禾本珠彩（9月17日）・高松咲希（9月23日）・伊藤駿太（10月25日）・小畑乃々（10月26日）・青山らら（11月3日）・高木美嘉（11月23日）・宮本琉成（12月2日）・阿久津慶人（12月24日）・古川凛（12月24日） |
| 2011年 | 稲垣来泉（1月5日）・大野遥斗（1月15日）・志水透哉（1月18日）・松田芹香（2月9日）・倉持春希（2月28日）・原寧々（2月28日）・清水美怜（3月18日）・盛永晶月（4月8日）・小林優仁（4月25日）・野澤しおり（5月9日）・佐々木みゆ（6月21日）・山田羽久利（6月21日）・藤原聖（7月16日）・森島律斗（7月23日）・川北れん（8月3日）・柊木陽太（9月10日）・竹野谷咲（9月15日）・中村蒔伝（9月25日）・毎田暖乃（9月25日）・庄野凛（9月27日）・早坂ひらら（10月8日）・嶺岸煌桜（10月8日）・岡本望来（10月13日）・今野斗葵（11月3日）・青木遥（12月3日）・井川梨愛（12月8日）      |
| 2012年 | 保榮茂愛（1月25日）・山崎莉里那（2月7日）・湯川颯（2月12日）・鳥越壮真（2月18日）・池村咲良（2月20日）・香月萌衣（2月26日）・増田光桜（3月8日）・川瀬翠子（3月26日）・田中レイ（5月12日）・正垣湊都（5月15日）・三雲咲空（5月16日）・白山乃愛（7月11日）・安齋吏都（8月19日）・中村優月（8月22日）・尾上眞秀（9月11日）・渡辺心優（10月7日）・山﨑千聖（10月23日）・番家天嵩（11月16日）・宮島さゆき（11月17日）・大野さき（12月9日）・渡邉斗翔（12月11日） |
| 2013年 | アナスタシア・シガ（1月10日）・渡邊詩（1月31日）・市川新之助（3月22日）・三浦綺羅（4月19日）・小松ハンナ（5月4日）・諏訪結衣（5月31日）・平野絢規（6月17日）・鈴木楽（6月28日）・田中乃愛（7月9日）・川原瑛都（8月2日）・大熊大貴（8月10日）・宮地美然（9月2日）・浅田芭路（9月5日）・阿部久令亜（9月26日）・増田梨沙（10月22日）・鈴木かつき（12月16日） |
| 2014年 | 嶋田鉄太（1月13日）・森優理斗（1月22日）・鳴海竜明（2月17日）・落井実結子（3月14日）・西川玲（3月14日）・高木波瑠（4月1日）・西村瑞季（4月30日）・廣末裕理（5月8日）・笹本旭（5月27日）・沖田絃乃（6月20日）・マイカ・ピュ（6月20日）・小山蒼海（8月17日）・中村羽叶（11月8日）・野田あかり（11月22日） |
| 2015年 | 小井圡菫玲（2月8日）・武石桜華（4月8日）・塚尾桜雅（4月8日）・岩川晴（5月13日）・藤本風悟（5月17日）・アレン明亜莉クレア（6月2日）・湯田幸希（6月10日）・永瀬ゆずな（6月13日）・佐藤遙灯（7月28日）・寺田藍月（10月21日）・鈴木誉（12月17日） |
| 2016年 | 堰沢結萌（2月5日）・熊谷実音（2月10日）・宮崎莉里沙（2月19日）・斉藤柚奈（2月22日）・池村碧彩（5月10日）・大野りりあな（5月12日）・森田夏央（7月5日）・磯村アメリ（10月13日）・永尾柚乃（10月15日）・石塚七菜子（11月28日）・有田麗未（11月29日） |
| 2017年 | 泉谷星奈（6月15日）・永瀬矢紘（10月28日） |
| 2018年 | 村方乃々佳（5月31日）・秋山加奈（6月5日）・村田みゆ（10月7日）・菊池好凜子（11月4日）・佐藤大空（12月25日） |

## アメリカ合衆国の子役・子役出身者

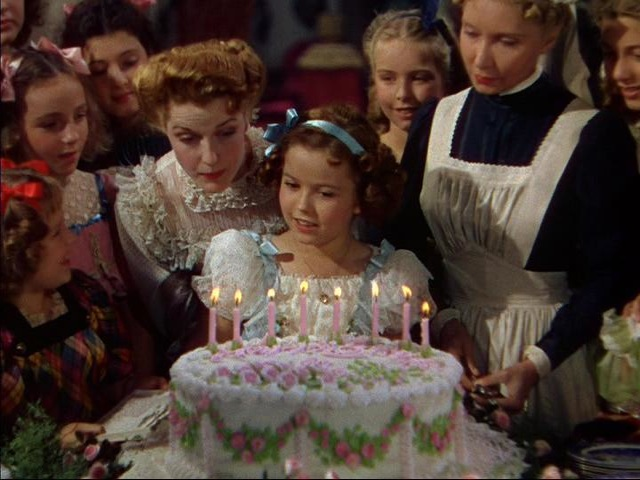
ハリウッド女優シャーリー・テンプルの子役時代（中央）／1939年製アメリカ映画『テンプルちゃんの小公女』の一場面で、撮影時は10 - 11歳であった。

### 起用
アメリカの大手のタレントエージェンシーには専門の子役部門が設置されている場合がある。
アメリカでは18歳未満の役者を起用する場合は各州で定められた労働局規定に従う必要がある。1日当たりの就労時間、食事時間や勉強時間、休み時間などは、年齢に応じて定められている。撮影現場では州から認定を受けたスタジオティーチャーを雇い、その教師が子どもに対する待遇、勉強時間や休憩時間の順守について監視する役目を担う。
18歳未満の役者を起用する場合、未成年の役者は、学校からの最新の成績表や学校からの許可を証明する書類を州の労働局に提出し、仕事に就く日までにエンタテインメント用労働許可書を取得しなければならない。
未成年者を雇う製作会社側も、労働局の未成年者雇用の許可を取得し雇用保険も用意しなければならない。
アメリカ合衆国では、州によって差はあるものの、映画産業の盛んな州でも撮影現場にいることのできる時間に制限が設けられているケースが多い。そのことへの対応策として、一つの役に双子を交代で起用するなどの方法も用いられている。
なお、カリフォルニア州など多くの州では、18歳未満の子役は「クーガンアカウント」という銀行口座を持っていなればならず、報酬総額の15%がその口座に直接送金され成人するまで保護されるシステムになっている。

### 一覧
1940年以前生まれ
| 1908年 | リタ・グレイ（4月15日）                                           |
| 1914年 | ジャッキー・クーガン（10月26日）                                  |
| 1922年 | ジュディ・ガーランド（6月10日）                                   |
| 1923年 | ローズ・マリー（8月15日）                                         |
| 1924年 | フレディ・バーソロミュー（3月28日）                               |
| 1925年 | ドナルド・オコーナー（8月28日）                                   |
| 1928年 | シャーリー・テンプル（4月23日）                                   |
| 1932年 | ペギー・アン・ガーナー（2月3日）・エリザベス・テイラー（2月27日） |
| 1937年 | マーガレット・オブライエン（1月15日）                             |

1940年 - 1960年代生まれ
| 1962年 | ジョディ・フォスター（11月19日） |
| 1965年 | ロバート・ダウニー・Jr（4月4日） |

1970年代生まれ
| 1971年 | コリー・フェルドマン（7月16日)                                                              |
| 1974年 | クリスチャン・ベール（1月30日）・ ホアキン・フェニックス（10月28日）                        |
| 1975年 | ドリュー・バリモア（2月22日）・トビー・マグワイア（6月27日）・ ヘザー・オルーク（12月27日） |
| 1978年 | ジュディス・バーシ（6月6日）                                                                |

1980年代以降生まれ
| 1980年 | クリスティーナ・リッチ（2月12日）・マコーレー・カルキン（8月26日）・ アンナ・クラムスキー（12月3日）     |
| 1981年 | イライジャ・ウッド（1月28日）・ジョセフ・ゴードン＝レヴィット（2月17日）・ナタリー・ポートマン（6月9日） |
| 1982年 | キルスティン・ダンスト（4月30日）・ ルーカス・ブラック（11月29日）                                       |
| 1984年 | スカーレット・ヨハンソン（11月22日）                                                                     |
| 1986年 | オルセン姉妹 （6月13日）                                                                                 |
| 1988年 | ハーレイ・ジョエル・オスメント（4月10日）                                                                |